# تپه کهریز سفلی
تپه کهریز سفلی مربوط به دوره اشکانیان - دوره ساسانیان است و در شهرستان هرسین، بخش بیستون، روستای کهریز سفلی واقع شده و این اثر در تاریخ ۴ خرداد ۱۳۸۴ با شمارهٔ ثبت ۱۱۷۸۷ به‌عنوان یکی از آثار ملی ایران به ثبت رسیده است.